# اشلی مایلز
اشلی مایلز (به انگلیسی: Ashley Miles) ژیمناست زادهٔ ۳ مارس ۱۹۸۵ میلادی اهل کشور ایالات متحده آمریکا است.